# ボーカロイドは終末鳥の夢を見るか?
『ボーカロイドは終末鳥の夢を見るか？』（ボーカロイドはしゅうまつどりのゆめをみるか、英題：Do Vocaloids Dream of Doomsday Bird?）は、sasakure.UKのメジャーデビューアルバム。2010年3月3日にThird-Earから発売された。
自身のインディーズアルバム『Kaleido＊MIXture』『ラララ終末論。』収録の10曲、新たに書き下ろされたオリジナル曲5曲、同じくボーカロイド楽曲コンポーザーのDECO*27、Treowのリミックス2曲の全17曲からなる。

## 収録曲

### 初回生産限定盤
（時間：1時間08分06秒、規格品番：XECJ-1008、CD+DVD、32ページ絵本型ブックレット、特殊ニス表面加工の三方背BOX付き）
CD
1. プロローグ・終末鳥  Prologue - Doomsday Bird [0:56]
2. PICO＠LUV (☆彡とvとAIのウタ。) Pico@Luv(Song for Star, Heart and Love) [4:31]
3. モバイリ：センセーション MobiRe:Sensation [5:42]
4. ニジイロ＊アドベンチュア Rainbow Colored Adventure [4:55]
5. カムパネルラ For Campanella [4:12]
6. マリィの世界 Marie's World [5:04]
7. ウタカタ永焔鳥 Fragile Phoenix [5:34]
8. はるのはるか Faraway Spring [4:47]
9. インタールード・ラララ終末論。 Interlude - LaLaLa Doomsday [1:11]
10. しゅうまつがやってくる！ Weekend(Worldend) is Coming [3:49]
11. ぼくらの１６ｂｉｔ戦争 Our 16bit Wars [3:56]
12. ワンダーラスト Wanderlast [4:04]
13. ＊ハロー、プラネット。 Hello, Planet [5:01]
14. ＊サヨナラ、ワールドエンド。 Sayonara, World's End [5:24]
15. エピローグ・終末鳥 Epilogue - Doomsday Bird [1:03]
16. カムパネルラ (DECO*27 Remix) For Campanella (DECO*27 Remix) [2:40]
17. ＊ハロー、プラネット。 (Treow Remix) Hello, Planet (Treow Remix) [5:17]

DVD
1. ＊ハロー、プラネット。 Hello, Planet
2. カムパネルラ For Campanella
3. ＊ハロー、プラネット。 (Animation Ver.) Hello, Planet (Animation Ver.)

## ボーカル
- 初音ミク (2.4.6.7.8.13.14.17)
- 鏡音リン (3.10)
- GUMI (Megpoid) (5.11.16)
- 巡音ルカ (7.12)